# 탈라 비렐

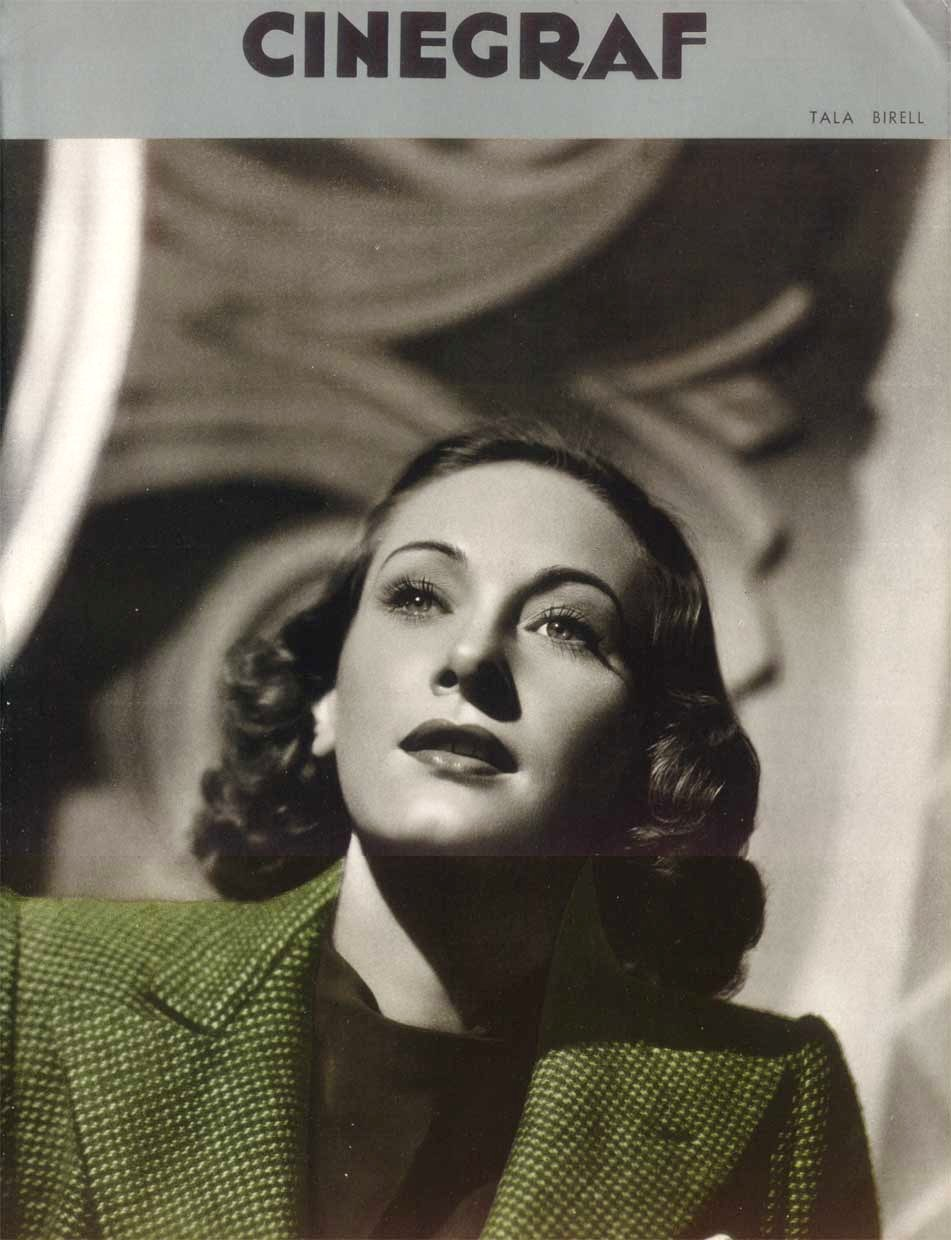

탈라 비렐(Tala Birell, 1907년 9월 10일 ~ 1958년 2월 17일)은 오스트리아의 배우, 영화배우이다.
부쿠레슈티에서 태어났으며 란트슈툴에서 사망하였다. 사인은 암이다.

## 영화
- 죄와 벌 (1935년)